# Antonivți, Șumsk
Antonivți (în ucraineană Антонівці) este un sat în comuna Velîka Ilovîțea din raionul Șumsk, regiunea Ternopil, Ucraina.

## Demografie
Componența lingvistică a localității Antonivți
     Ucraineană (100%)
Conform recensământului din 2001, toată populația localității Antonivți era vorbitoare de ucraineană (100%).